# 史秀峰
史秀峰（1987年9月16日—），中国女子篮球运动员，现效力于北京首钢和中国国家女子篮球队。
她参加了2017年FIBA女篮亚洲杯，最终获得第三名。